# Зубчук Михайло Петрович
Михайло Петрович Зубчук (рос. Михаил Петрович Зубчук; нар. 22 листопада 1967, Москва, РРФСР — пом. 9 листопада 2015, Москва, Росія) — радянський та російський футболіст, півзахисник/нападник. Виступав у футбольних клубах Росії, України та Молдови.

## Життєпис
Михайло Зубчук народився 22 листопада 1967 року в Москві. Вихованець СДЮШОР ЦСКА (Москва).
У дорослому футболі дебютував у 1984 році виступами за вищоліговий московський «Торпедо», в складі якого провів один сезон. Протягом цього часу в чемпіонатах Росії не зіграв жодного поєдинку, натомість провів 2 матчі в кубку Росії. В 1985 році призупинив кар'єру гравця.
З 1986 по 1987 року перебував у складі московського ЦСКА (Москва), але виступав, переважно в складі друголігового фарм-клубу московських армійців, ЦСКА-2 (Москва). Саме в складі цього клубу зіграв свій перший матч у чемпіонатах Росії. В складі головної команди московських армійців зіграв 1 матч, 15 листопада 1987 року в поєдинку 30-го туру вищої ліги чемпіонату СРСР проти алматинського «Кайрата». Москвичі здобули перемогу з рахунком 2:0. Михайло вийшов на поле на 46-ій хвилині, замінивши Ігора Корнеєва. Ще один поєдинок в складі ЦСКА провів дещо раніше, 26 вересня 1987 року, в рамках 6-го туру групу А Кубку Федерації футболу СРСР проти московського «Торпедо». Московські армійці здобули перемогу з рахунком 2:0. Зубчук вийшов на поле в стартовому складі, але вже на 46-ій хвилині його замінив Володимир Татарчук. Крім цього, ще 6 матчів за ЦСКА провів у першості дублерів. За час перебування в складі ЦСКА-2 зіграв 51 матч та відзначився 6-ма голами.
В 1988 році приїхав в Україну. Цього ж року підписав контракт з миколаївським «Суднобудівником». В складі цього клубу в другій лізі чемпіонату СРСР зіграв 36 матчів та відзначився 5-ма голами. В 1989 році перейшов до складу запорізького «Металурга». У складі запорізьких металургів дебютував 25 травня 1989 року в матчі 11-го туру першої ліги чемпіонату СРСР проти «Динамо» (Батумі). Запорізька команда здобула перемогу з рахунком 4:0. Зубчук в тому матчі вийов на поле замість Юрія Дудніка.. Протягом свого перебування в складі металургів у чемпіонаті СРСР провів 3 матчі. Ще 1 поєдинок в складі «Металурга» зіграв у кубку СРСР. З 1989 по 1990 роки знову виступав у складі миколаївського «Суднобудівника», в складі якого зіграв 58 матчів та 8 забитих м'ячів. В 1990 році виступав у складі якутського «Автомобіліста». В 1991 році виступав у складі криворізького «Кривбас», в складі якого зіграв 48 матчів та забив 22 м'ячі.
Після здобуття незалежності України продовжив свої виступи в вітчизняних клубах. В 1992 році підписав контракт з вінницькою «Нивою». 18 березня 1992 року дебютував у складі вінницького клубу, в матчі 3-го туру підгрупи 1 вищої ліги чемпіонату України проти донецького «Шахтаря». Матч завершився перемогою донецьких гірників з рахунком 5:0. Михайло вийшов у стартовому складі та відіграв увесь поєдинок. Першим голом у вінницькому клубі відзначився 27 березня 1992 року в матчі 5-го туру підгрупи 1 вищої ліги чемпіонату України проти львівських «Карпат». Нива здобула перемогу з рахунком 3:0. Зубчук вийшов на поле в стартовому складі та відіграв увесь поєдинок, а на 63-ій хвилині відзначився голом. Загалом у складі вінницького клубу зіграв 29 матчів та відзначився 5-ма голами, ще 1 поєдинок провів у кубку України.
В 1993 році переїхав до Молдови, де уклав контракт з бендерською «Тигиною», в складі якого в національному чемпіонаті зіграв 3 матчі та відзначився 1 голом. В сезоні 1993/94 років призупинив кар'єру гравця.
В 1994 році перейшов до складу російського третьолігового клубу «Сатурн» (Раменське). У клубі з Раменського був гравцем основного складу, в 1994 році допоміг команді посісти 2-ге місце в третьому дивізіоні російського чемпіонату, а вже наступного року — посісти 2-ге місце в другому дивізіоні (зона «Центр»). Протягом свого перебування в «Сатурні» в чемпіонатах Росії зіграв 73 матчі та відзначився 23-ма голами, ще 6 матчів (2 голи) за раменський клуб провів у кубку Росії.
В 1996—1997 роках виступав у складі воронезького «Факела». В 1996 році був ключовим гравцем команди, допоміг клубу завоювати бронзові нагороди Першої ліги чемпіонату Росії та вийти до Вищої ліги. Але в 1997 році на полі з'являвся не часто й вирішив залишити команду. За час свого перебування у Воронежі відіграв за команду в чемпіонатах Росії 50 матчів та забив 16 м'ячів, ще 3 матчі провів у кубку Росії. Окрім цього в 1997 році відіграв 3 матчі (1 гол) за дублюючий склад «Факела» в аматорському чемпіонаті Росії.
З 1998 по 2001 рік виступав у складі нижчолігових російських клубах «Арсенал» (Тула), «Лада-Тольятті-ВАЗ», «Сатурн» (Раменське), «Факел» (Воронеж), «Торпедо-Вікторія», «Металург» (Липецьк), «Динамо (Вологда)», «Металург» (Красноярськ). Останнім професіональним клубом Михайло став «Уралан-Плюс», кольори якого він захищав у 2003 році.
З 2001 по 2003 рік та з 2003 по 2008 рік виступав у командах з аматорського чемпіонату Росії: «Пресня», «Лобня», «Балашиха», «Зірка» (Серпухов), ФК «Серпухов», «Спартак-Авто» (Москва), «Боєве братство» (Красноармійськ) та «Металіст» (Домодедово).

### Особисте життя
Мати — росіянка, батько — українець. Має сина..
Помер 9 листопада 2015 року в Москві.

## Досягнення
- Перша ліга чемпіонату Росії
  -  Чемпіон (1): 1999
  -  Срібний призер (1): 1999
  -  Бронзовий призер (1): 1996

- Другий дивізіон чемпіонату Росії
  -  Чемпіон (1): 1997 (зона «Захід»)
  -  Срібний призер (1): 1995, 2000 (зона «Центр»)

- Третій дивізіон чемпіонату Росії
  -  Срібний призер (1): 1994